# Raymond (Mississipi)
Raymond és una població dels Estats Units a l'estat de Mississipi. Segons el cens del 2000 tenia 1.664 habitants.

## Demografia
Segons el cens del 2000, Raymond tenia 1.664 habitants, 469 habitatges, i 317 famílies. La densitat de població era de 217,1 habitants per km².
Dels 469 habitatges en un 28,6% hi vivien nens de menys de 18 anys, en un 43,1% hi vivien parelles casades, en un 20,7% dones solteres, i en un 32,4% no eren unitats familiars. En el 29,6% dels habitatges hi vivien persones soles l'11,7% de les quals corresponia a persones de 65 anys o més que vivien soles. El nombre mitjà de persones vivint en cada habitatge era de 2,32 i el nombre mitjà de persones que vivien en cada família era de 2,89.
Per edats la població es repartia de la següent manera: un 15,4% tenia menys de 18 anys, un 40,3% entre 18 i 24, un 17,2% entre 25 i 44, un 15,4% de 45 a 60 i un 11,7% 65 anys o més.
L'edat mediana era de 22 anys. Per cada 100 dones de 18 o més anys hi havia 123,5 homes.
La renda mediana per habitatge era de 36.667 $ i la renda mediana per família de 42.639 $. Els homes tenien una renda mediana de 31.106 $ mentre que les dones 21.953 $. La renda per capita de la població era de 12.615 $. Entorn del 17,8% de les famílies i el 21,6% de la població estaven per davall del llindar de pobresa.

## Poblacions més properes
El següent diagrama mostra les poblacions més properes.